# Neptunbrunnen (Messina)

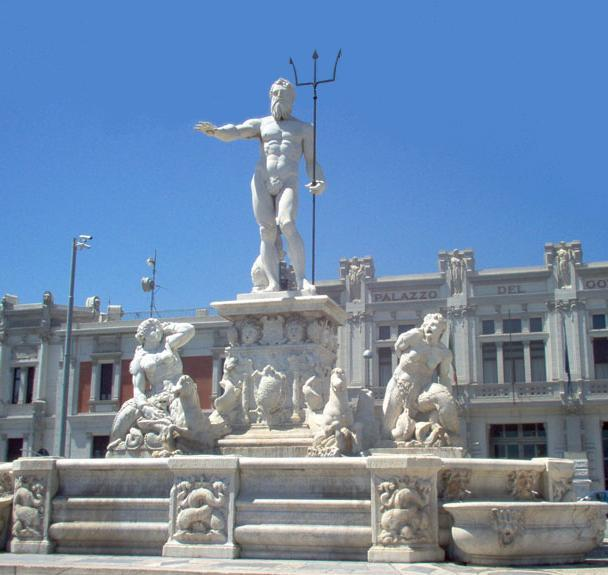
Neptunbrunnen in Messina

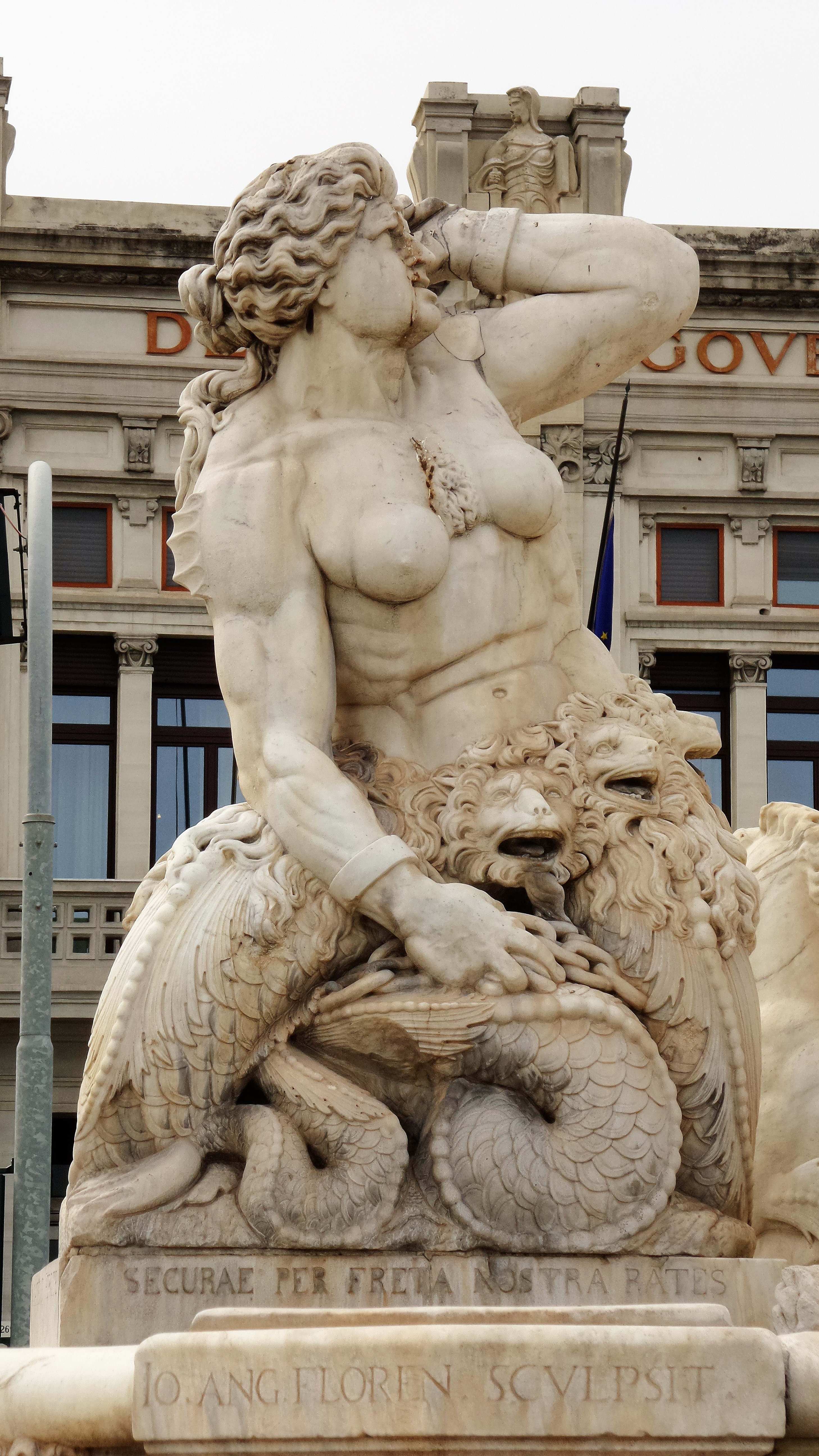
Rekonstruierte Skylla, Neptunbrunnen Messina

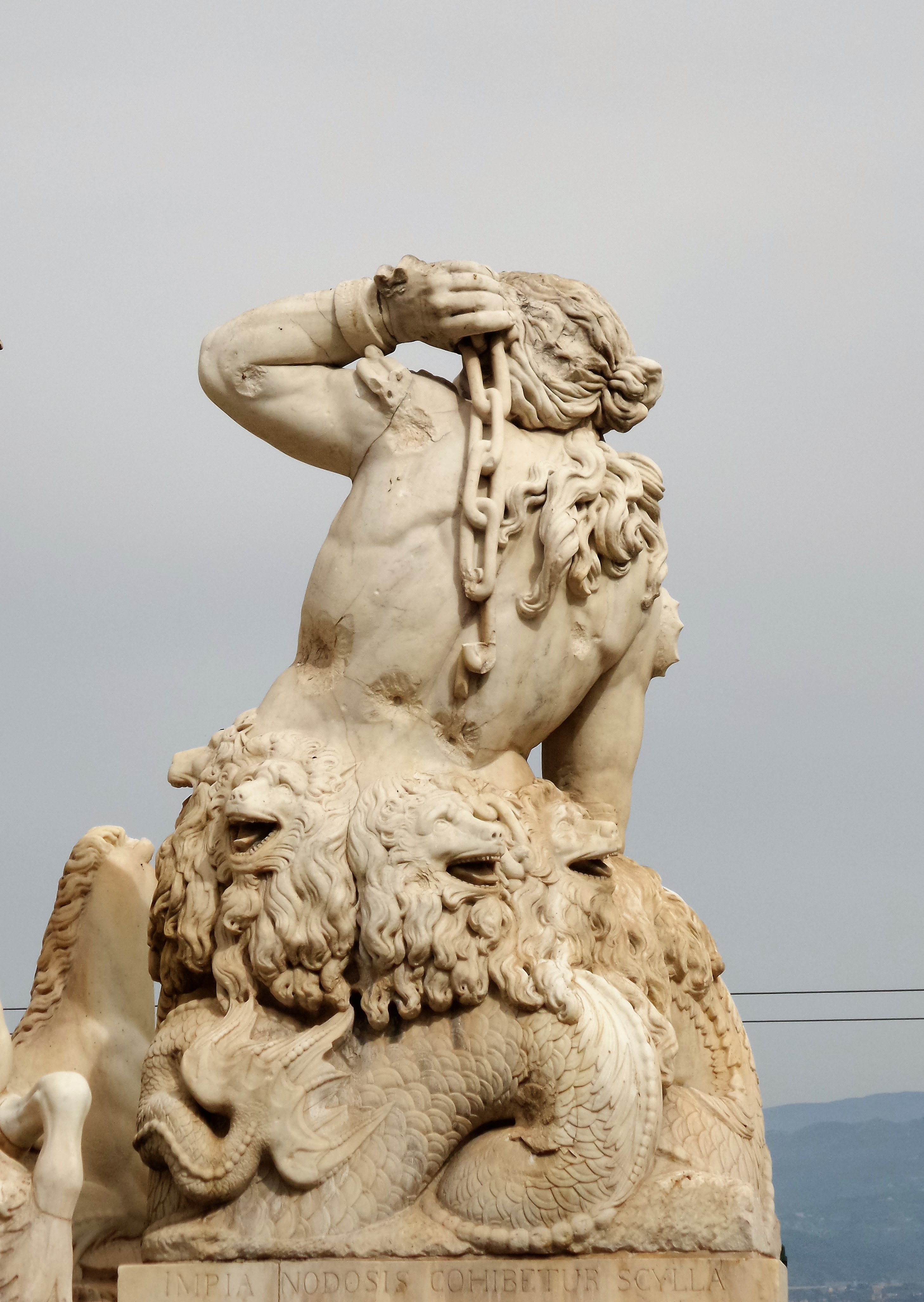
Skylla Rückansicht, Neptunbrunnen Messina

Der Neptunbrunnen (italienisch Fontana del Nettuno) in Messina wurde 1557 von dem Bildhauer Giovanni Angelo Montorsoli, einem Schüler Michelangelos, geschaffen. Der Brunnen steht auf der Piazza dell’Unità d’Italia, also unweit der Küstenpromenade der Stadt neben dem Bootshafen. Auftraggeber war die Stadt Messina, nachdem sie auch den Orionbrunnen von Montorsoli haben anfertigen lassen. Direkt nach der Vollendung des Brunnens gegenüber der Kathedrale, machte sich Montorsoli an die Arbeit für den Neptunbrunnen.
Der Brunnen stellt Neptun auf einem Sockel stehend und zu seinen Füßen Skylla und Charybdis auf Felsen kauernd dar. Skylla und Charybdis sind Figuren, die eine Allegorie der Straße von Messina darstellen. „Rechts hält Skylla den Strand, links tobt ohne Gnade Charybdis“ heißt es bei Vergil (Aen.III, 420 Ovids Metamorphosen XIII S. 730ff.) Es heißt, dass in der Meerenge zwischen Sizilien und dem italienischen Festland etliche Seefahrer ums Leben gekommen sind, unter anderem auch die Seefahrer Odysseus. Doch sind die Ungeheuer vom Gott des Meeres in ketten gelegt gebändigt, das spricht für eine gefahrlose Überfahrt.
Der Brunnen wurde während der Unruhen gegen die Bourbonen-Herrschaft 1848 durch Kanonenbeschuss schwer beschädigt und musste von Letterio Subba und Gregorio Zappalà restauriert werden. Dabei verzichtete man auf die ursprünglich stufenförmige Basis und ersetzte sie durch einen achteckigen Sockel. Die heutigen Statuen des Brunnens sind Kopien aus dem 19. Jahrhundert; die Originale befinden sich heute im 1914 erbauten Nationalmuseum. Bis 1934 stand der Brunnen ein Stück abseits an der so genannten Palazzata am Hafen.